# Isla del Congreso
Isla del Congreso is een onbewoond eiland in de Chafarinas-eilanden, een archipel op 4 kilometer van de Marokkaanse kust. Het eiland behoort tot Spanje, en heeft een oppervlakte van 0,256 km².

## Geografie
Het eiland heeft enkele konijnen en een duivenkolonie. De westkust is erg ontoegankelijk, met zeer steile kliffen, terwijl de oostkust beter toegankelijk is. Het eiland is erg rotsachtig, met heel weinig gras of planten. Er is één bevaarbare grot.